# Yohann Gène
Yohann Gène (Pointe-à-Pitre, 25 giugno 1981) è un ex ciclista su strada francese, professionista dal 2005 al 2019.

## Carriera
Nato a Guadalupa ma cresciuto ciclisticamente nella Vendée U, passa professionista nel 2005 con la Bouygues Télécom di Jean-René Bernaudeau dopo aver già vestito come stagista la maglia del team (noto come Brioches la Boulangère) nel 2003 e 2004.
Specializzatosi come passista, svolgendo spesso ruoli di gregariato, ha partecipato a numerose edizioni del Giro d'Italia, del Tour de France, del Giro delle Fiandre e della Parigi-Roubaix, sempre con il team di Bernaudeau. Ciò nonostante ha ottenuto comunque diverse vittorie in gare minori, vincendo tra le altre una tappa al Tour de Langkawi nel 2009, due edizioni della Tropicale Amissa Bongo (nel 2013 e nel 2017), una tappa alla Route du Sud nel 2013 e una alla Boucles de la Mayenne nel 2014.

## Palmarès
- 2009 (Bbox  Bouygues, una vittoria)

7ª tappa Tour de Langkawi (Kuala Lumpur > Kuala Lumpur)
- 2010 (Bbox  Bouygues, una vittoria)

5ª tappa La Tropicale Amissa Bongo (Lambaréné > Kango)
- 2011 (Europcar, tre vittorie)

2ª tappa La Tropicale Amissa Bongo (Bitam > Ebolowa)
5ª tappa La Tropicale Amissa Bongo (Lambaréné > Kango)
3ª tappa Tour of South Africa (Port Elizabeth > Port Elizabeth)
- 2013 (Europcar, tre vittorie)

6ª tappa La Tropicale Amissa Bongo (Lambaréné > Kango)
Classifica generale La Tropicale Amissa Bongo
2ª tappa Route du Sud (Villecomtal-sur-Arros > Villecomtal-sur-Arros)
- 2014 (Europcar, una vittoria)

3ª tappa Boucles de la Mayenne (Le Horps > Laval)
- 2017 (Direct Énergie, due vittorie)

5ª tappa La Tropicale Amissa Bongo (Lambaréné > Kango)
Classifica generale La Tropicale Amissa Bongo

## Piazzamenti

### Grandi Giri
- Giro d'Italia

2006: 149º
2007: ritirato (10ª tappa)
2009: ritirato (16ª tappa)
- Tour de France

2011: 158º
2012: 139º
2013: 158º
2014: 128º
2015: 137º
2016: 158º
2017: 134º
- Vuelta a España

2005: 126º

### Classiche monumento
- Milano-Sanremo

2013: ritirato
- Giro delle Fiandre

2005: ritirato
2006: ritirato
2007: 97º
2008: ritirato
2009: ritirato
2010: ritirato
2011: 126º
2012: ritirato
2013: ritirato
2014: ritirato
2015: 85º
2016: 98º
2017: 117º
- Parigi-Roubaix

2005: ritirato
2006: ritirato
2007: 62º
2008: ritirato
2010: 62º
2011: 85º
2012: ritirato
2013: 88º
2014: ritirato
2015: ritirato
2016: 107º
2017: ritirato
2018: ritirato
2019: ritirato
- Giro di Lombardia

2005: ritirato
2007: ritirato
2008: ritirato